# Kyselina α-parinarová
Kyselina α-parinarová je polynenasycená mastná kyselina obsahující 18 atomů uhlíku a konjugovaný systém čtyř dvojných vazeb, objevená v roce 1933. Konjugovaný systém činí její strukturu i chemické vlastnosti významně odlišnými od většiny dalších polynenasycných kyselin, kde bývají dvojné vazby od jednoduchých odděleny methylenovými můstky (−CH2−). Jelikož jí posloupnost dvojných vazeb dodává fluorescenční vlastnosti, tak se kyselina α-parinarová často používá při zkoumání biomembrán.

## Zdroje
Kyselina α-parinarová se vyskytuje v semenech Atuna racemosa racemosa (Parinari laurina), stromu vyskytujícím se na Fidži a dalších tichomořských ostrovech. Tato semena obsahují kolem 46 % kyseliny α-parinarové, 34 % kyseliny α-eleostearové, a menší množství kyseliny olejové, kyseliny linolové, a nasycených mastných kyselin. Nalézt lze tuto látku také v oleji ze semen netýkavky balzamíny (Impatiens balsamina)., obsahujících průměrně 4,7 % kyseliny palmitové, 5,8 % kyseliny stearové, 2,8 % kyseliny arachidové, 18,3 % kyseliny olejové, 9,2 % kyseliny linolové, 30,1 % kyseliny linolenové, a 29,1 % kyseliny α-parinarové.
Tuto kyselinu obsahují také houba kuřátečko hřebenité (Clavulina cristata) a rostlina Sebastiana brasiliensis.

## Vznik

### Biosyntéza
Biochemický mechanismus tvorby kyseliny α-parinarové v netýkavce balzamíně zahrnuje vznik konjugovaných dvojných vazeb působením enzymu , který byl nazván „konjugáza“, a je podobný desaturázám mastných kyselin vytvářejícím dvojné vazby u nenasycených mastných kyselin.

### Umělá příprava
Kyselinu α-parinarovou lze připravit z kyseliny α-linolenové přeměnou okta-1,4,7-trienového systému cis-dvojných vazeb na okta-1,3,5,7-tetraen.

## Využití

### Výzkum interakcí lipidů s proteiny
Kyselina α-parinarová se používá jako chromofor při zkoumání interakcí mezi membránovými proteiny a lipidy. Jelikož se tato kyselina podobá běžným membránovým lipidům, tak jsou její rušivé vlivy malé.
Měřením posunů v absorpčních spektrech, fluorescence kyseliny α-parinarové, a přenosu energie mezi molekulami tryptofanu v bílkovinách a navázaným chromoforem lze získat údaje o molekulových interakcích mezi proteinem a lipidem; takto se například zkoumají vazby mastných kyselin na sérový albumin, jevy související s přenosem lipidů, jako je určování struktury lipoproteinů, a proteiny přepravující fosfolipidy.

### V lékařství
Koncentrace mastných kyselin v krevním séru nebo plazmě lze zjišťovat s využitím kyseliny α-parinarové, která s nimi „soutěží“ o vazebná místa na sérovém albuminu.

### Chemie potravin
Kyselinu α-parinarovou lze použít na zkoumání hydrofobicity a schopnosti vytvářet pěnu u bílkovin v potravinách, a stálosti pěny na pivu.

## Cytotoxicita u nádorových buněk
Kyselina α-parinarová je cytotoxická pro buňky lidské leukemie v buněčných kulturách, a to i při koncentracích pod 5 μM, jelikož zvyšuje jejich citlivost vůči peroxidaci lipidů. Podobná cytotoxicita se objevuje i u buněk gliomů.
Zdravé astrocyty v buněčných kulturách jsou na cytotoxické účinky této kyseliny citlivé mnohem méně. Rozdíly v citlivosti zdravých a nádorových buněk vyvolává odlišná regulace c-Jun N-koncové kinázy a FOX proteinů.